# Hermitage (Berkshire)
Hermitage è un villaggio e parrocchia civile dell'Inghilterra, appartenente alla contea del Berkshire.